# Leucoagaricus meleagris

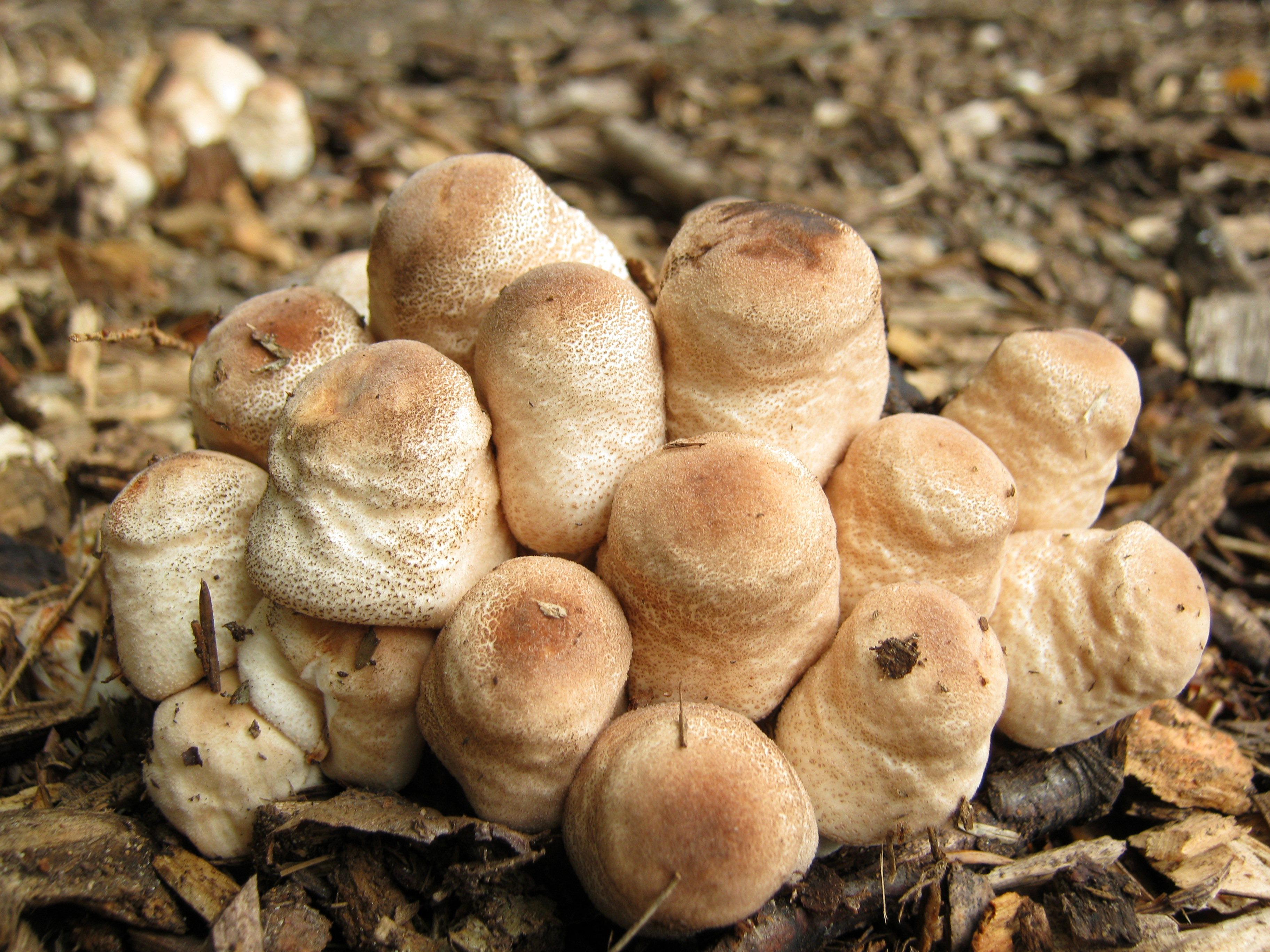

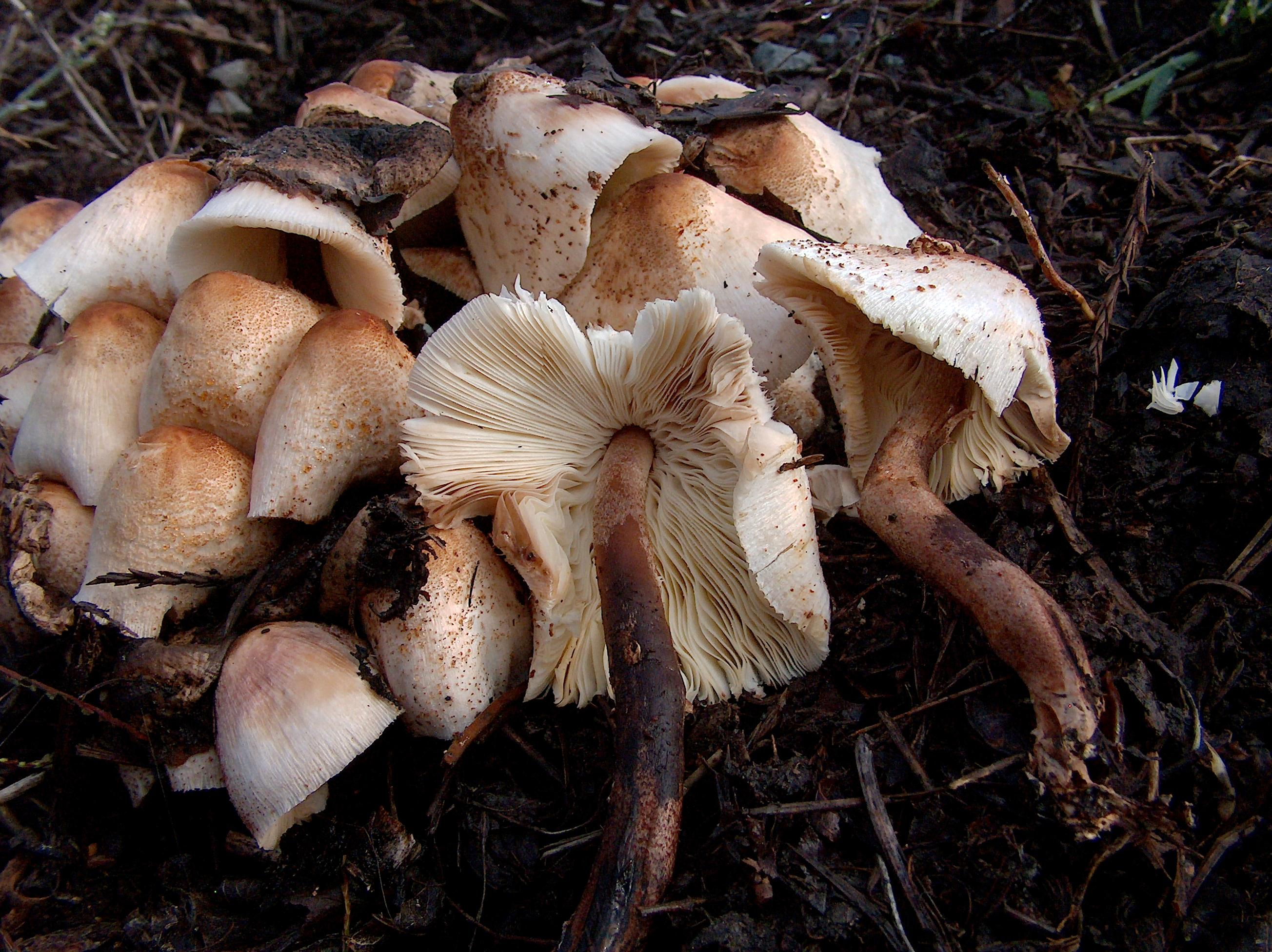

Leucoagaricus meleagris (Gray) Singer – gatunek grzybów z rodziny pieczarkowatych (Agaricaceae).

## Systematyka i nazewnictwo
Pozycja w klasyfikacji według Index Fungorum: Leucoagaricus, Agaricaceae, Agaricales, Agaricomycetidae, Agaricomycetes, Agaricomycotina, Basidiomycota, Fungi.
Po raz pierwszy opisał go w 1821 r. Samuel Frederick Gray nadając mu nazwę Gymnopus meleagris. Obecną, uznaną przez Index Fungorum nazwę nadał mu Rolf Singer w 1949 r.
Ma 14 synonimów. Niektóre z nich:
- Hiatula meleagris var. abyssinica (Henn.) Singer 1936
- Leucocoprinus meleagris (Gray) Locq. 1945
- Leucocoprinus meleagris (Gray) Zschiesch. 1988[2].

## Morfologia
Kapelusz
Średnica 2–7,5 cm, u młodych okazów rombowato-stożkowy, potem stożkowo-łukowaty z szerokim i tępym garbem. Powierzchnia ziarnista lub łuskowata, na środku brązowa, poza tym biaława lub kremowa, po uciśnięciu ciemniejąca.
Blaszki
Wolne, początkowo białe lub kremowe, potem cytrynowożółte, na koniec ochrowe.
Trzon
Wysokość 6–10 cm, łykowaty, grubość 0,3–1 cm, walcowaty. Powierzchnia górą naga, biaława, dołem pokryta ciemnymi łuskami. Pierścień bardzo szybko zanikający, biały z brązowym brzegiem, błoniasty.
Miąższ
W kapeluszu biały, po uszkodzeniu początkowo winnoczerwony, potem brązowy, w trzonie winnobrązowy.
Cechy mikroskopowe
Zarodniki elipsoidalne z dość grubą ścianą i maleńkimi porami rostkowymi, gładkie, szkliste, w odczynniku Melzera dekstrynoidalne, 8-11 × 6–8 μm.
Gatunki podobne
Pieczareczka brązowołuseczkowata (Leucoagaricus americanus) jest większa i ma wrzecionowaty trzon.

## Występowanie i siedlisko
Leucoagaricus meleagris występuje na niektórych wyspach i wszystkich kontynentach poza Antarktydą. Występuje głównie na obszarach o klimacie subtropikalnym, w klimacie umiarkowanym jest rzadki. Brak go w opracowaniu W. Wojewody z 2003 roku, ale podano jego stanowiska w późniejszych latach.
Grzyb saprotroficzny. W Europie występuje zwykle na stosach odpadków drzewnych (trzasek i trocin), na składach drewna w tartakach, w szklarniach i ogrodach botanicznych. Zwykle owocniki wyrastają w gęstych kępach.